# Maciej Bando
Maciej Radosław Bando (ur. 1 grudnia 1960 w Warszawie) – polski menedżer, urzędnik państwowy i inżynier elektryk, w latach 2013–2019 prezes Urzędu Regulacji Energetyki (do 2014 jako p.o. prezesa), w 2024 podsekretarz stanu w Ministerstwie Klimatu i Środowiska oraz pełnomocnik rządu ds. strategicznej infrastruktury energetycznej.

## Życiorys
W 1985 ukończył studia na Wydziale Elektrycznym Politechniki Warszawskiej, a w 1998 studia podyplomowe z biznesu i zarządzania w Wyższej Szkole Handlu i Finansów Międzynarodowych im. Fryderyka Skarbka w Warszawie. Zawodowo związany z sektorem wytwarzania i dystrybucji energii elektrycznej, doszedł w nim do stanowisk kierowniczych i zasiadał w radach nadzorczych różnych podmiotów. Pełnił m.in. funkcje wiceprezesa Elektrowni Szczytowo-Pompowych, dyrektora biura inwestycji PGE Dystrybucja oraz koordynatora projektów w spółce Systra. Autor analiz i raportów, współpracował m.in. z Centrum Analiz Społeczno-Ekonomicznych.
W styczniu 2012 objął funkcję wiceprezesa Urzędu Regulacji Energetyki. 13 grudnia 2013 został p.o. prezesa, a 2 czerwca 2014 prezesem tej instytucji. Zakończył pełnienie funkcji w czerwcu 2019, podejmując prowadzenie działalności w branży konsultingowej. 29 stycznia 2024 został powołany na stanowisko podsekretarza stanu w Ministerstwie Klimatu i Środowiska, funkcję tę pełnił do listopada tego samego roku. W 2024 był również pełnomocnikiem rządu ds. strategicznej infrastruktury energetycznej, którym przestał być po przeniesieniu biura pełnomocnika do Ministerstwa Przemysłu. 
Syn Anny i Stanisława.

## Odznaczenia i wyróżnienia
W 2005 został odznaczony Srebrnym Krzyżem Zasługi. Wyróżniony nagrodami branżowymi, m.in. „Optimus” Pracodawców RP, Człowiek Roku „EuroPower, „Platynowy Megawat” Towarowej Giełdy Energii czy „Bursztynem Polskiej Energetyki”.